# Metallo non metallo
| Recensione | Giudizio                |
| ---------- | ----------------------- |
| Ondarock   | Pietra miliare italiana |
| Allmusic   | 7,9/10                  |

Metallo non metallo è il secondo disco dei Bluvertigo, uscito nel 1997. La copertina dell'album è stata realizzata da Robert Gligorov.
Il disco ha segnato un significativo allontanamento dal lavoro precedente della band, incorporando un suono più sperimentale e d'avanguardia.
L'album è presente nella classifica dei 100 dischi italiani più belli di sempre secondo Rolling Stone Italia alla posizione numero 93.

## Tracce
Tutti i brani sono di Morgan (Marco Castoldi), tranne dove indicato.
1. Intro - 0:09
2. Il mio malditesta - 4:10
3. Fuori dal tempo - 6:18
4. Vertigoblu - 4:09
5. Tele cinesi - 1:26
6. Cieli neri - 4:23
7. Oggi hai parlato troppo - 3:32 (Marco Castoldi/Andrea Fumagalli, Marco Castoldi)
8. Il nucleo - 6:44 (Marco Castoldi/Andrea Fumagalli, Marco Castoldi)
9. Ebbrezza totale - 5:47
10. Altre forme di vita - 4:45
11. Cultipagani - 0:58
12. (Le arti dei) Miscugli - 5:19
13. Ideaplatonica - 6:46
14. So low - L'eremita - 3:42 (Marco Castoldi/Andrea Fumagalli, Marco Castoldi)
15. Troppe emozioni - 11:52

- Il brano "Troppe emozioni" dura 5:55. Dopo 3 minuti e 50 secondi di silenzio (5:55 - 9:45), inizia una ghost track strumentale intitolata "Notte dopo un'esplosione" (come da titolo nell'edizione LP)

## Formazione
- Marco "Morgan" Castoldi - voce, basso, pianoforte, tastiera, sintetizzatore, Fender Rhodes
- Andrea "Andy" Fumagalli - tastiera, sintetizzatore, sax, voce, cori
- Marco Pancaldi - chitarre, feedback, voce in Intro
- Sergio Carnevale - batteria, percussioni, cori

### Altri musicisti
- Livio Magnini - chitarre in Cieli Neri, Oggi hai parlato troppo, Altre f.d.v, So low - L'eremita
- Alice - voce in Troppe emozioni
- Mauro Pagani - parlato nell'intro di Vertigoblu, violino in Vertigoblu, Interlude-cultipagani, (le arti dei) Miscugli, flauto in Cieli neri, bouzouki in Altre f.d.v., Troppe emozioni
- Mirko DJ Loco - human beat-box in Vertigoblu
- Stefano Fiorello - jungle loops in Altre f.d.v.
- Archi in Fuori dal tempo, Altre f.d.v., Ideaplatonica ,Troppe emozioni:
  - Lucio Fabbri - direzione, violino primo
  - Fabio Brulci - violino secondo
  - Fuvilio Bobo Clarini - viola
  - Cilio Barbuf - viola
  - Roberta Castoldi - violoncello
  - Sandro Laffranchini - violoncello
  - Terisca Toldobra - violoncello
- Fabiano Villa - telefono in Troppe emozioni

## Classifiche
| Classifica (1998) | Posizione massima |
| ----------------- | ----------------- |
| Italia            | 22                |